# Renato Traiola
Renato Traiola, né le 19 décembre 1924 à Savillan et mort le 18 janvier 1988 à Latina (Italie), est un joueur italien de water-polo.

## Biographie
Renato Traiola participe aux Jeux olympiques d'été de 1952 et remporte la médaille de bronze de la compétition.

## Palmarès

### Jeux olympiques
- Jeux olympiques d'été de 1952 à Helsinki,  Finlande
  -  Médaille de bronze.